# انتخاب اجتماعی (زیست‌شناسی)
انتخاب اجتماعی (انگلیسی: Social selection) اصطلاحی است که با معانی مختلف در زیست‌شناسی استفاده می‌شود.
جوآن راگگاردن فرضیه‌ای به نام انتخاب اجتماعی را به عنوان جایگزینی برای گزینش جنسی مطرح کرد. استدلال می‌شود که انتخاب اجتماعی شیوه‌ای از انتخاب طبیعی است که مبتنی بر معاملات تولیدمثلی و رویکردی دو لایه به فرگشت و توسعه رفتار اجتماعی است. معاملات تولیدمثلی به وضعیتی اشاره دارد که در آن یک موجود زنده در ازای دسترسی به فرصت تولید مثل به دیگری کمک می‌کند.